# Scott Reynolds
Scott Reynolds (* 17. März 1981 in Kerrobert, Saskatchewan) ist ein kanadischer Eishockeyspieler, der bis September 2010 beim KHL Medveščak Zagreb in der Österreichischen Eishockey-Liga unter Vertrag stand.

## Karriere
Reynolds begann seine Karriere beim Team des Mercyhurst College in der National Collegiate Athletic Association, ehe er 2006 beim ECHL-Team Cincinnati Cyclones seinen ersten Profi-Vertrag unterzeichnete. Mit dem Club feierte er auch seinen bisher größten Erfolg, als die Mannschaft sich 2008 im Finale um den Kelly Cup mit 4:2-Siegen gegen die Las Vegas Wranglers durchsetzte. Im selben Jahr wechselte er auch erstmals ins Ausland und absolvierte eine Spielzeit für den SHC Fassa in der italienischen Serie A1, kehrte aber unmittelbar danach zu den Cyclones zurück. Dort spielte er eine gute Hauptrunde, schien dann aber nicht mehr in der Mannschaftsaufstellung für die Playoffs auf. Ende Mai 2010 wurde bekannt, dass Reynolds einen Vertrag beim kroatischen Club KHL Medveščak Zagreb unterzeichnete, der seit 2009 in der österreichischen Eishockeyliga spielt.

## Erfolge und Auszeichnungen
- 2008 Kelly-Cup-Gewinn mit den Cincinnati Cyclones

## Karrierestatistik
| 2002–03 | Mercyhurst College   | NCAA     | 37 | 10 | 19 | 29 | 20 | −   |    |   |   |   |    |    |
| 2003–04 | Mercyhurst College   | NCAA     | 36 | 9  | 17 | 26 | 14 | −   |    |   |   |   |    |    |
| 2004–05 | Mercyhurst College   | NCAA     | 38 | 7  | 16 | 23 | 12 | −   |    |   |   |   |    |    |
| 2005–06 | Mercyhurst College   | NCAA     | 36 | 13 | 15 | 28 | 16 | −   |    |   |   |   |    |    |
| 2006–07 | Cincinnati Cyclones  | ECHL     | 68 | 10 | 13 | 23 | 34 | +6  | 10 | 2 | 4 | 6 | 6  | −5 |
| 2007–08 | Cincinnati Cyclones  | ECHL     | 71 | 13 | 25 | 38 | 57 | +20 | 21 | 4 | 1 | 5 | 10 | +5 |
| 2008–09 | SHC Fassa            | Serie A1 | 51 | 16 | 25 | 41 | 40 | −   | –  | – | – | – | –  | –  |
| 2009–10 | Cincinnati Cyclones  | ECHL     | 70 | 23 | 33 | 56 | 36 | +19 | –  | – | – | – | –  | –  |
| 2010–11 | KHL Medveščak Zagreb | ÖEHL     |    |    |    |    |    |     |    |   |   |   |    |    |

(Legende zur Spielerstatistik: Sp oder GP = absolvierte Spiele; T oder G = erzielte Tore; V oder A = erzielte Assists; Pkt oder Pts = erzielte Scorerpunkte; SM oder PIM = erhaltene Strafminuten; +/− = Plus/Minus-Bilanz; PP = erzielte Überzahltore; SH = erzielte Unterzahltore; GW = erzielte Siegtore; 1 Play-downs/Relegation; Kursiv: Statistik nicht vollständig)